# Hamilton (Ontario)
Hamilton es una ciudad portuaria de la provincia canadiense de Ontario, concebida por George Hamilton cuando adquirió las tierras de James Durand después de la Guerra de 1812. La ciudad es el centro de la Golden Horseshoe, una zona industrializada y densamente poblada situada al este del lago Ontario. El 1 de enero de 2001, se constituyó la nueva Ciudad de Hamilton mediante la unión de esta ciudad y de otros municipios menores de la Municipalidad Regional de Hamilton-Wentworth. Desde 1981, esta área metropolitana es considerada la novena en Canadá y la tercera en Ontario, en cuanto a población. Hamilton se encuentra ubicado en Ontario del Sur, a menos de 70 km al sudoeste de Toronto.
La economía local es sustentada por la industria del acero y la industria pesada, aunque en la década pasada, hubo un cambio hacia el sector de servicios, particularmente hacia las ciencias dedicadas a la salud. El Hospital General de Hamilton emplea a cerca de 10 000 personas y sirve a 2,2 millones de personas en la región.
En Hamilton se encuentran los Jardines Botánicos Reales, el Museo Canadiense de Aviones de guerra, el Bruce Trail, la Universidad McMaster y el Colegio Mohawk. El Salón de la Fama del Fútbol Canadiense se encuentra en el centro de la ciudad, cercano a la Cámara Municipal de Hamilton, y hacia el este se encuentra el Estadio Ivor Wynne, sede de los Hamilton Tiger-Cats, equipo que participa en la Canadian Football League (en español, Liga Canadiense de Fútbol). Además, se encuentra en la ciudad el Museo Erland Lee (1808) declarado Sitio Histórico Nacional de Canadá en el Registro Canadiense de Sitios Históricos. Frente a este, se encuentra una placa que recuerda el papel desempeñado por el primer Instituto de la Mujer en Ontario.
Debido a sus diferentes facetas, numerosas producciones de televisión y cine han sido filmadas en Hamilton, reguladas por la Oficina de Cine y Televisión de la ciudad. El crecimiento del sector artístico y cultural ganó la atención de los medios, por lo que en 2006 el periódico Globe and Mail publicó un artículo llamado "Go West, Young Artist", que resaltaba la importancia de las galerías de arte, los estudios de grabación y las producciones audiovisuales locales.

## Historia
En la época precolonial, los indígenas neutrales ocupaban gran parte del territorio, pero poco a poco fueron desplazados por las Cinco Naciones (luego Seis) que se aliaron con los británicos para enfrentar a los huron y sus aliados franceses. Un miembro de la Confederación Iroquesa proporcionó la ruta y el nombre a la ruta Mohawk, que originalmente incluyó la Calle Rey en la ciudad baja. En 1748, cerca de 10 000 legitimistas del Imperio Unido se asentaron en el Alto Canadá (en lo que hoy es Ontario del Sur), principalmente en Niágara, alrededor de la Bahía de Quinte y a lo largo del río San Lorenzo, entre el lago Ontario y Montreal. Pronto hicieron lo propio un grupo de Americanos. Algunos de ellos no eran fervientes Legitimistas, pero se sintieron atraídos por la tierra barata y arable. Al mismo tiempo, un gran número de Iroquies leales a Gran Bretaña arribaron a los Estados Unidos y se establecieron en colonias hacia el oeste del lago Ontario.
La historia de la ciudad comenzó cuando George Hamilton, hijo del empresario y fundador de Queenston, Robert Hamilton, compró las tierras de James Durand, miembro local de la Asamblea Legislativa Británica, poco después de la Guerra de 1812. Hamilton, junto a Nathaniel Hughson, un campesino del norte del Alto Canadá, preparó una propuesta que luego presentó a la corona, donde ofrecía el lugar para la construcción de un palacio de justicia y una cárcel. Hamilton y Hughson autorizaron a Durand para vender su propiedad, que luego se convirtió en el lugar donde hoy se encuentra la ciudad. Como se le había ordenado, Durand propuso la oferta durante una sesión de la Asamblea Legislativa en York (actual Toronto). Finalmente, se estableció un nuevo distrito, llamado de Gore, del cual la ciudad de Hamilton era miembro.
Inicialmente, la ciudad no fue el centro del Distrito de Gore. La cárcel permanente se terminó de construir en 1832 en la Prince's Square (en español, Plaza del Príncipe), una de las dos plazas creadas en 1816. Posteriormente se estableció la primera brigada policial y el 13 de febrero de 1833 se definieron los límites de la villa. El Estatus Oficial de la Ciudad se concretó el 9 de junio de 1846 con un acto en el parlamento.
A medida que la ciudad crecía se fueron construyendo muchos edificios importantes, sobre todo en el siglo XIX, entre los que se encuentran la Gran Logia de Canadá en 1855, la Iglesia Metodista de Flamboro Oeste en 1879 (comprada por la Logia Masona Dufferin en 1893), la librería pública en 1890 y los grandes almacenes de la Casa de Derechos en 1893. El primer servicio comercial de telefonía de Canadá, la primera central telefónica en el Imperio Británico y la segunda central telefónica en Norteamérica se establecieron en la ciudad entre 1877 y 1878.
Aún sufriendo la huelga del Tranvía de Hamilton (en inglés, Hamilton Street Railway) de 1906, con la ampliación de los negocios industriales, entre 1900 y 1914 la población de Hamilton se multiplicó. Dos compañías dedicadas a la fabricación de acero, Stelco y Dofasco, se fundaron en 1910 y 1912 respectivamente, y las empresas Procter & Gamble y Beech-Nut Packing Company abrieron sus plantas en 1914 y 1922 respectivamente, las primeras fuera de Estados Unidos. La población y la economía continuaron creciendo en los años 60, con la construcción del primer edificio alto de la ciudad, el Edificio Pigott, el traslado de la Universidad McMaster desde Toronto a Hamilton, la apertura de la segunda tienda de Canadian Tire en 1964, el aeropuerto en 1940, la planta de producción en cadena de Studebaker en 1948, el puente de la Bahía Burlington en 1958 y la apertura de la primera tienda de Tim Hortons en 1964. Desde esa época, varias industrias se mudaron o cerraron sus operaciones, y la economía se inclinó hacia el sector de los servicios, como el transporte, la educación y la salud.
El 1 de enero de 2001, la nueva ciudad de Hamilton se formó mediante la unión de la Municipalidad Regional de Hamilton-Wentworth y sus seis municipalidades: Hamilton, Ancaster, Dundas, Flamborough, Glanbrook y Stoney Creek. Antes de la unión, la vieja Ciudad de Hamilton contaba con 331.121 habitantes, divididos en 100 barrios. La nueva Ciudad tiene 490.268 distribuidos en más de 200 barrios.

## Clima
| Parámetros climáticos promedio de Hamilton (Aeropuerto Internacional de Hamilton-Munro), normales 1981−2010 | Parámetros climáticos promedio de Hamilton (Aeropuerto Internacional de Hamilton-Munro), normales 1981−2010 | Parámetros climáticos promedio de Hamilton (Aeropuerto Internacional de Hamilton-Munro), normales 1981−2010 | Parámetros climáticos promedio de Hamilton (Aeropuerto Internacional de Hamilton-Munro), normales 1981−2010 | Parámetros climáticos promedio de Hamilton (Aeropuerto Internacional de Hamilton-Munro), normales 1981−2010 | Parámetros climáticos promedio de Hamilton (Aeropuerto Internacional de Hamilton-Munro), normales 1981−2010 | Parámetros climáticos promedio de Hamilton (Aeropuerto Internacional de Hamilton-Munro), normales 1981−2010 | Parámetros climáticos promedio de Hamilton (Aeropuerto Internacional de Hamilton-Munro), normales 1981−2010 | Parámetros climáticos promedio de Hamilton (Aeropuerto Internacional de Hamilton-Munro), normales 1981−2010 | Parámetros climáticos promedio de Hamilton (Aeropuerto Internacional de Hamilton-Munro), normales 1981−2010 | Parámetros climáticos promedio de Hamilton (Aeropuerto Internacional de Hamilton-Munro), normales 1981−2010 | Parámetros climáticos promedio de Hamilton (Aeropuerto Internacional de Hamilton-Munro), normales 1981−2010 | Parámetros climáticos promedio de Hamilton (Aeropuerto Internacional de Hamilton-Munro), normales 1981−2010 | Parámetros climáticos promedio de Hamilton (Aeropuerto Internacional de Hamilton-Munro), normales 1981−2010 |
| Mes | Ene. | Feb. | Mar. | Abr. | May. | Jun. | Jul. | Ago. | Sep. | Oct. | Nov. | Dic. | Anual |
| --- | --- | --- | --- | --- | --- | --- | --- | --- | --- | --- | --- | --- | --- |
| Temp. máx. abs. (°C)                                                                                        | 16.7 | 17.9 | 26.8 | 29.7 | 33.1 | 35.0 | 37.4 | 36.4 | 34.4 | 30.3 | 24.4 | 20.7 | 37.4 |
| Temp. máx. media (°C)                                                                                       | -1.7 | -0.5 | 4.3 | 11.8 | 18.5 | 23.9 | 26.5 | 25.3 | 21.2 | 14.1 | 7.5 | 1.2 | 12.7 |
| Temp. media (°C)                                                                                            | −5.5 | −4.6 | -0.1 | 6.7 | 12.8 | 18.3 | 20.9 | 20.0 | 15.8 | 9.3 | 3.7 | -2.3 | 7.9 |
| Temp. mín. media (°C)                                                                                       | -9.3 | -8.6 | -4.5 | 1.5 | 7.1 | 12.6 | 15.2 | 14.5 | 10.4 | 4.5 | -0.2 | -5.8 | 3.1 |
| Temp. mín. abs. (°C)                                                                                        | -30.0 | -26.7 | -24.6 | -12.8 | -3.9 | 1.1 | 5.6 | 1.1 | -2.2 | -7.8 | -19.3 | -26.8 | -30.0 |
| Precipitación total (mm)                                                                                    | 64.0 | 57.8 | 68.4 | 79.1 | 79.4 | 84.9 | 100.7 | 79.2 | 81.9 | 77.4 | 84.3 | 73.0 | 929.8 |
| Lluvias (mm)                                                                                                | 29.7 | 28.2 | 42.6 | 71.3 | 78.7 | 84.9 | 100.7 | 79.2 | 81.9 | 76.5 | 74.4 | 43.8 | 791.7 |
| Nevadas (cm)                                                                                                | 40.8 | 35.1 | 26.5 | 8.4 | 0.5 | 0.0 | 0.0 | 0.0 | 0.0 | 0.7 | 11.0 | 33.5 | 156.5 |
| Días de precipitaciones (≥ 0.2 mm)                                                                          | 16.6 | 13.8 | 13.6 | 13.1 | 12.6 | 11.2 | 11.3 | 10.3 | 11.0 | 12.5 | 14.3 | 15.9 | 156.2 |
| Días de lluvias (≥ 0.2 mm)                                                                                  | 5.4 | 4.9 | 7.9 | 11.7 | 12.6 | 11.2 | 11.3 | 10.3 | 11.0 | 12.5 | 11.2 | 7.9 | 117.8 |
| Días de nevadas (≥ 0.2 cm)                                                                                  | 14.5 | 11.6 | 8.1 | 2.7 | 0.10 | 0.0 | 0.0 | 0.0 | 0.0 | 0.43 | 4.8 | 12.0 | 54.2 |
| Humedad relativa (%)                                                                                        | 84.3 | 83.6 | 82.9 | 81.3 | 83.0 | 85.8 | 88.7 | 92.0 | 92.4 | 89.9 | 86.9 | 85.8 | 86.4 |
| Fuente: Environment and Climate Change Canada                                                               | | | | | | | | | | | | | |

## Deportes
Hamilton Tiger-Cats (Gatos Tigre) es el equipo local de la Canadian Football League. Hamilton FC fue formado en 1869 y nombrado los Tigers (Tigres). En 1950 una unión de los Tigers y otro equipo local, Flying Wildcats (Gatos Salvajes Voladores) formó los Tiger Cats de hoy. Fue un equipo original de la CFL en 1958. Incluyendo su herencia, en cada década del siglo XX, un equipo de fútbol de Hamilton ha sido campeón en una liga. Hamilton ha ganado la Copa Grey 15 veces. Sus rivales son los Argonauts de Toronto.
En el fútbol, juega el Forge FC de la Canadian Premier League, uno de los equipos fundadores de dicha liga. Fue el primer campeón en la historia de la CPL en 2019, repitiendo título en 2020.
Los Hamilton Tigers (Tigres de Hamilton) fueron un equipo de hockey profesional en la Liga Nacional de Hockey entre 1920 y 1925. Originalmente los Bulldogs de Quebec, el equipo se trasladó a Nueva York en 1925. El fin del equipo en Hamilton resultó de una huelga de los jugadores durante el torneo para la Stanley Cup en 1925.
En lacrosse tiene al único equipo canadiense profesional que participa de la Major League Lacrosse estadounidense, los Hamilton Nationals. En baloncesto cuentan con los Hamilton Honey Badgers en la Canadian Elite Basketball League.

## Ciudades hermanas
- Monterrey, Nuevo León, México
- Barranquilla, Atlántico, Colombia
- Flint, Míchigan, Estados Unidos[19]
- Pittsburgh, Pensilvania, Estados Unidos
- Sarasota, Florida, Estados Unidos[20]
- Racalmuto, Sicilia, Italia[21]
- Valle Peligna, Abruzos, Italia
- Fukuyama, Hiroshima, Japón
- Maanshan, Anhui, China[22]
- Yingkou, Liaoning, China
- Mangalore, Karnataka, India[22][23]